# Талаленко, Сергей Владимирович
Сергей Владимирович Талаленко (род. 16 мая 1964 года) — советский пловец в ластах.

## Карьера
Сергей родился в п. Ирша Рыбинского района Красноярского края.
Начал заниматься плаванием и подводным спортом в Зеленогорске.
Позже начал выступать за новосибирский СКА,
В 1990 году был на соревнованиях во Франции, где и остался. Позже переехал в США.